# Новые приключения Пса и его друзей
«Новые приключения Пса и его друзей» (англ. Rock-A-Doodle, Рок-Ку-ка-ре-ку) — мультфильм Дона Блута, отдалённо основанный на пьесе «Шантеклер» Эдмона Ростана.

## Сюжет
Каждое утро петух Шантеклер будил своей песней солнце. Это очень не нравилось злому филину по прозвищу Великий Герцог, ненавидевшему свет и любившему ночную тьму.
Одним прекрасным утром, когда Шантеклер дрался с другим петухом, солнце взошло без его песни. И тогда опозоренный певец покинул родную ферму, чтобы найти счастье в большом городе.
И тут же солнце перестало всходить, а над землей нависли огромные черные тучи. Великий Герцог уже празднует победу, но обитатели фермы во главе с пушистым белым котенком Эдмондом отправляются в рискованное путешествие в надежде найти Шантеклера и вернуть украденное солнце.

## Факты
- Ранее мультфильм находился в производстве у компании Дисней. Сохранились зарисовки аниматора Марка Дэвиса.
- Первоначально в фильме была сцена, где Великий герцог запекает малыша скунса в пирог, но позже её вырезали.
- Шантеклер, очевидно, пародирует Элвиса Пресли (на что намекает его псевдоним «Король»), а Пинки, соответственно, его менеджера Тома Паркера.